# Maurice McLoughlin
Maurice Evans McLoughlin, född 7 januari 1890, Carson City, Nevada, USA, död 10 december 1957 var en amerikansk högerhänt tennisspelare. 
Maurice McLoughlin var USA:s bäste manlige tennisspelare 1912-1914, därtill världsetta 1914. Han vann de Amerikanska mästerskapen i singel två gånger och dessutom dubbeltitlarna i samma turnering tre gånger. Han var finalist ytterligare tre gånger i vardera singel och dubbel. Han fick sin tenniskarriär avbruten i förtid på grund av det första världskriget under vilket han tjänstgjorde i den amerikanska armén. 
Maurice McLoughlin upptogs 1957 i International Tennis Hall of Fame.

## Tenniskarriären
År 1912 vann han de Amerikanska mästerskapen första gången genom finalseger över Wallace F. Johnson (3-6, 2-6, 6-2, 6-4, 6-2) och året därpå upprepade han sin triumf genom att finalbesegra Richard Norris Williams (6-4, 5-7, 6-3, 6-1). 
McLuoghlin blev tidigt känd för sin spektakulära spelstil som karakteriserades av ett oförtröttligt attackspel och grundslag som regel slagna med full kraft. Publiken ville därför gärna se McLoughlin spela. År 1913 nådde han finalen i Wimbledonmästerskapen. Alla hans matcher drog storpublik och hundratals fick vända om i entrén utan att få plats. I finalen mötte han nyzeeländaren Anthony Wilding. Genom att möta McLughlins våldsamma servar tidigt och sedan företrädesvis spela på dennes något svagare backhand lyckades Wilding besegra sin amerikanske motståndare i en mycket jämn match (8-6, 6-3, 10-8). 
McLoughlin deltog i det amerikanska Davis Cup-laget 1909, 1911, 1913-14. Han deltog i 5 världsfinaler av vilka det amerikanska laget vann två. Totalt spelade han 20 matcher och vann 12 av dessa. År 1914 spelade han i Challenge Round mot Australasiens Norman Brookes och Anthony Wilding. Trots att McLoughlin vann sina båda singelmatcher, förlorade det amerikanska laget mötet med 2-3 i matcher. Mötet med Brookes slutade med rekordsiffrorna 17-15, 6-3, 6-3.

## Spelaren och personen
Maurice McLoughlin är känd som den förste spelaren av internationell klass som använde en "cannonball serve", det vill säga en hård och snabb serve utan skruv spelad över huvudet som en smash. Han var en utpräglad attackspelare med utomordentligt god rörlighet och snabbhet. Han slog praktiskt taget alla slag med full kraft. Genom att träna på offentliga banor bidrog han också starkt till att popularisera tennisspelet i USA under åren före första världskriget. Efter kriget återkom han visserligen som tävlingsspelare, men han förmådde då inte längre prestera varken sina "cannonball"-servar eller sitt gamla attackspel. Han upphörde därför snart med tennisspel och började istället spela golf med viss framgång. 
På grund av sitt röda hår fick han smeknamnet "red" och för sin spelstil blev han känd som "California Comet".

## Grand Slam-titlar
- Amerikanska mästerskapen
  - Singel - 1912, 1913
  - Dubbel - 1912, 1913, 1914